# تنومة
تنومة (به عربی: تنومة) یک منطقهٔ مسکونی در عربستان سعودی است.

## خصوصیات
تنومة  ۴۰٫۰۰۰ نفر جمعیت دارد.